# الكسيس بونيت
الكسيس بونيت (بالفرنسية: Alexis Bonnet)‏ (و. 1966 – م) هو رياضياتي، من فرنسا، ولد في مارسيليا.

## التعليم
تعلم في المدرسة المتعددة التكنولوجية بفرنسا، وجامعة باريس، والمدرسة الوطنية العليا للمناجم في باريس.